# Reservlag
Ett reservlag är ett andra idrottslag inom en idrottsklubb, som ingår i samma köns- och åldersklass som ett representationslag. Man talar även om andralag/tredjelag, B-lag/C-lag, och så vidare. Reservlaget kan användas som förberedande och träning för ungdomar som lämnat juniorlaget, men ännu inte blivit ordinarie i A-laget. Det kan också användas för spelare som varit skadade en längre tid, men nu är på väg tillbaka till A-laget.
I vissa länder deltar reservlagen i seriespelet, och då är det oftast större klubbars reservlag. De kan normalt inte avancera över en viss serienivå, och avancemang begränsas nästan alltid om de i och med detta kommer att kunna ställas mot förstalaget. Deras vara eller icke vara inom seriesystemen är ofta omdebatterad då motståndarna inte vet på förhand hur många förstalagsspelare de kan komma att ställas mot.
Vid stafetterna i världscupen i längdåkning används ibland andralag. Vid världsmästerskap och olympiska spel får dock bara ett lag per land delta.